# ليونيل سيمونز
ليونيل سيمونز (بالإنجليزية: Lionel Simmons)‏ مواليد 14 نوفمبر 1968 في فيلادلفيا، هو لاعب كرة سلة أمريكي معتزل بدأ مسيرته الاحترافية في سنة 1990. تم اختياره من قبل فريق سكرامنتو كينغز خلال الدرافت وحمل الرقم 22. يبلغ طوله 6 قدم 7 بوصة (2.0 م). حقق المركز الثاني في بطولة أمم الأمريكتين لكرة السلة 1989. اعتزل اللعب في 1997. أحرز خلال مسيرته في الإن بي إيه 5833 نقطة بمعدل 12.8 نقطة في المباراة الواحدة.

## الميداليات
| الميدالية | المسابقة                             |
| --------- | ------------------------------------ |
| فضية      | بطولة أمم الأمريكتين لكرة السلة 1989 |

## روابط خارجية
- ليونيل سيمونز على موقع الاتحاد الدولي لكرة السلة (الإنجليزية)
- ليونيل سيمونز على موقع إن بي أي (الإنجليزية)
- ليونيل سيمونز على موقع سبورتس رفرنس (الإنجليزية)
- ليونيل سيمونز على موقع كلية كرة السلة في سبورتس رفرنس.كوم (الإنجليزية)
- ليونيل سيمونز على موقع ريلجم (الإنجليزية)
- ليونيل سيمونز على موقع بروبوليرز (الإنجليزية)
- ليونيل سيمونز على موقع قاعة المشاهير الجامعة الوطنية لكرة السلة (الإنجليزية)